# CENIA
Česká informační agentura životního prostředí (CENIA) je příspěvkovou organizací Ministerstva životního prostředí (MŽP). Základní účel organizace je odborná, informační, datová a výzkumná podpora výkonu státní správy a provoz a rozvoj informačních systémů v rozsahu předmětu činnosti.[zdroj?]
CENIA spolupracuje se všemi poskytovateli datových zdrojů v resortu životního prostředí i s řadou výzkumných, vědeckých či univerzitních pracovišť. Podílí se na vývoji a poskytování vybraných datových a mapových služeb a je provozovatelem řady informačních systémů.[zdroj?]
CENIA spravuje Integrovaný systém ohlašovacích povinností ISPOP, který zajišťuje plnění legislativně povinných hlášení z oblasti životního prostředí a současně poskytuje data pro průřezové environmentální informace.
CENIA provozuje Informační systém odpadového hospodářství ISOH, který slouží pro rozhodovací, kontrolní a statistické potřeby řízení odpadového hospodářství ČR, a věnuje se problematice odpadového a oběhového hospodářství.
Provádí posudkovou a certifikační činnost v oblasti integrované prevence a provozuje Informační systém EIA a SEA.
Datovým výstupem CENIA je ENVIROMETR, který obsahuje přehledně zpracovaný soubor všech statistických údajů a indikátorů stavu životního prostředí.
CENIA spravuje Národní geoportál INSPIRE, kde jsou kromě dat a služeb spadajících pod směrnici INSPIRE k nalezení i tematická data několika desítek subjektů od centrálních orgánů veřejné správy, rezortních organizací, krajských úřadů, obcí, výzkumných institucí, až po soukromé firmy a zobrazovanými daty pokrývá širokou škálu oborů.[zdroj?]
V České republice je CENIA národním kontaktním místem pro Infrastrukturu pro prostorové informace v Evropě INSPIRE.

## Historie
Za první předchůdkyni CENIA je považována Výpočetní a experimentální laboratoř (VEL), která byla počátkem 70. let 20. st. transformována na Racionalizační a experimentální laboratoř Státní komise pro vědeckotechnický a inženýrský rozvoj (REL), jež provozovala sálový počítač EC1042 a zabývala se prodejem strojového času a výpočetními službami podnikům, organizacím, ministerstvům a ČVUT, a programováním.
Krátce po vzniku Ministerstva životního prostředí v lednu 1990 bylo REL přeměněno na Centrum ekologických informací (CEI), s úkolem vytvářet Jednotný informační systém o životním prostředí v České republice. Jeho významnou aktivitou se hned od počátku stalo vydávání Ročenky životního prostředí, která byla od roku 1996 rozšířena na česko-anglickou Statistickou ročenku životního prostředí České republiky.
K 1. 4. 1992 bylo CEI přeměněno na Český ekologický ústav (ČEÚ), který navíc zajišťoval řadu dalších úkolů, např. ekologická výchova a osvěta, dobrovolné nástroje ochrany životního prostředí, ekonomika životního prostředí, posuzování vlivů na životní prostředí, ekologická rizika a další. ČEÚ připravoval podklady pro státní politiku životního prostředí a patřil k prvním pracovištím v ČR, které zavedly e-mailovou poštu a internet. Významným rozšířením působnosti ČEÚ se následně stalo zřízení Agentury pro integrovanou prevenci znečištění (IPPC) a Integrovaného registru znečišťování (IRZ).
K 1. 4. 2005 byla z ČEÚ na základě rozhodnutí ministra životního prostředí zřízena CENIA, česká informační agentura životního prostředí. Název CENIA je zkratkou anglického přepisu: Czech ENvironmental Information Agency.
V roce 2024 byla Česká informační agentura životního prostředí restrukturalizována a nastavena jako výkonná datová základna a vysoce odborná servisní agentura, která se zaměřuje na priority dle zadání Ministerstva životního prostředí. Mezi tyto priority patří odpadová data, IPPC, REACH, ohlašovací povinnost soukromých subjektů a shromažďování dat o vývoji jednotlivých složek životního prostředí.

## Činnosti
Základním účelem státní organizace Česká informační agentura životního prostředí je odborná, informační a datová podpora výkonu státní správy a provoz a rozvoj informačních systémů v rozsahu předmětu činnosti. Hlavními činnostmi a výstupy organizace jsou:[zdroj?]
1. Monitoring životního prostředí, jehož cílem je sběr, koordinace a zajištění kvalitních informací o životním prostředí a přírodních zdrojích.
- Národní geoportál INSPIRE

2. Podpora strategického řízení, jejímž předmětem je tvorba vybraných indikátorových sad.
- Indikátory životního prostředí
- Indikátory odpadového hospodářství

3. Správa vybraných informačních systémů, jež zajišťují sběr, ověřování, zpracování a publikaci dat z příslušných oblastí životního prostředí
- Integrovaný systém plnění ohlašovacích povinností ISPOP
- Informační systém odpadového hospodářství ISOH
- ENVIROMETR

4. Odborná podpora výkonu státní správy prostřednictvím koordinace a sjednocování procesu IPPC v České republice, organizace zkoušek odborné způsobilosti dle zákona o posuzování vlivů na životní prostředí (EIA/SEA) a prostřednictvím provozu Integrovaného registru znečišťování (IRZ).
- Integrovaná prevence a omezování znečišťování IPPC[1]
- Integrovaný registr znečišťování IRZ[2]
- Posuzování vlivů na životní prostředí EIA/SEA

5. Projektová činnost
CENIA naplňuje poslání informační agentury životního prostředí také realizací národních a mezinárodních projektů. Cílem projektové činnosti je podpora a rozvoj odborných agend a kapacit CENIA.

## Kritika
Petr Mach v roce 2008 napsal: „Úřad CENIA je v podstatě státem placenou environmentalistickou organizací. Není tedy pouze zbytečný, je i škodlivý. Úřad by měl být okamžitě zrušen a zaměstnanci propuštěni. Mohou zkusit nabízet nálepku „ekologicky šetrný výrobek“ na trhu bez podpory 64 milionů korun, o které by se mohly snížit daně.“ —   